# Tayasal
Tayasal är en fornlämning i Guatemala.   Den ligger i departementet Petén, i den norra delen av landet, 260 km norr om huvudstaden Guatemala City. Tayasal ligger 110 meter över havet.
Terrängen runt Tayasal är varierad. Tayasal ligger nere i en dal. Runt Tayasal är det glesbefolkat, med 17 invånare per kvadratkilometer. Närmaste större samhälle är Flores, 2,1 km sydväst om Tayasal. I omgivningarna runt Tayasal växer huvudsakligen savannskog.